# Ján Gašperík
Ján Gašperík (21. prosince 1876, Liptovský Hrádok – Dovalovo – 16. ledna 1949, Nováky, Slovensko) byl právník a významný slovenský včelař.

## Rodina
- Otec Peter Gašperík (1844–1934), rolník a včelař
- Matka Marie roz. Kordošová
- Sestry Ľudmila, Kornélia, Marie
- Bratr Gustav Gašperík (1887–1953), rolník a církevní hodnostář
- Manželka Elena roz. Hoffmannová (1881–1966)
- Syn prof. RNDr. Juraj Gašperík (1906–1979)
- Syn JUDr. Ján Gašperík (1904–?)

## Životopis
Narodil se v Dovalovo. V letech 1882 až 1885 navštěvoval lidovou školu v rodišti, v letech 1885 až 1888 v Liptovském Hrádku a v období let 1888 až 1892 studoval na gymnáziu v Banské Bystrici. V letech 1892 až 1896 na kolegiu a v letech 1896 až 1900 na Právnické akademii v Prešově, kterou ukončil s titulem JUDr. Během svého života absolvoval několik pracovní a studijní cesty a pobyty: (v roce 1930 Anglie, v roce 1937 Francie). V letech 1901 až 1918 pracoval jako úředník na právním oddělení uherských železnic v Budapešti. V letech 1919 až 1934 Pacov jako přednosta na právním oddělení, pak jako ústřední inspektor a později jako hlavní cen Čs. státních železnic v Bratislavě. Od roku 1934 byl na důchodu. Ján Gašperík zemřel v Novákách v roce 1949. Pohřben je v Michalová.

## Včelařské aktivity
Jako jeden z prvních včelárovov pochopil nutnost vybudovat v První Československé republice jednotnou a silnou včelařskou organizaci, která by bránila práva včelařů a zároveň poskytovala výhody zaměřené na rozvoj včelařství. Velmi obětavě se po celý svůj život angažoval za tuto myšlenku. Organizátor a historik včelařství. V roce 1919 byl jako spoluzakladatel Zemského ústředí včelařských spolků na Slovensku (od roku 1931 Zemské ústředí včelárskch spolků na Slovensku, 1939 Ústředí Slovenské včelařských spolků, 1948 Jednota Slovenské včelařů). Svou prací a aktivitami přispěl k vybudování výzkumné stanice včelařské v Liptovském Hrádku v roce 1929 a také včelařského učiliště v Kráľové při Senci v roce 1932. V roce 1921 sestrojil úl „Čechoslovák“ pro šest včelstev se společným medníky a od roku 1929 používal a propagoval i nadstavkový úl „Slovák“, který se však pro své rozměry v praxi nerozšířil. V souvislosti s těmito jeho aktivitami navrhl i speciální rámeček, který dostal pojmenování „Gašperíkov rámeček“. Zabýval se také historií slovenského včelařství. V roce 1923 byl jedním ze zakladatelů spolkového časopisu Slovenský včelár, do kterého přispíval odbornými studiemi a články o včelařské problematice. Až do své smrti byl „tribunem“ slovenského včelařství a srdcem jeho spolkového života. Zemské ústředí včelařských spolků ho dne 25. srpna roku 1919 zvolilo na své první valné hromadě za svého předsedu. V této funkci pracoval až do roku 1939, odkdy byl čestným předsedou „Zemského ústředí včelařských spolků na Slovensku“. Od roku 1927 působil i jako místopředseda „Svazu zemských ústředí včelařské spolky ČSR“. Od roku 1932 byl člen výboru „Zemědělské rady pro Slovensko“. V roce 1924 byl vyznamenán stříbrnou medailí zemědělské jednoty ČSR a v roce 1937 zlatou medailí Svazu zemských ústředí včelařských spolků ČSR a Zemského ústředí včelařských spolků. Svými rozsáhlými vědomostmi a výsledky práce důstojně reprezentoval Slovensko na několika mezinárodních včelařských kongresech a konferencích. V Liptovském Hrádku po něm pojmenovali ulici, kde sídlí ústav včelařství a za celoživotní záslužnou práci ve prospěch včelařství mu udělili titul čestný člen SZV in memoriam.